# Стейтон (Орегон)
Стейтон (англ. Stayton) — місто (англ. city) в США, в окрузі Меріон штату Орегон. Населення — 8244 особи (2020).

## Географія
Стейтон розташований за координатами 44°48′20″ пн. ш. 122°47′59″ зх. д. / 44.80556° пн. ш. 122.79972° зх. д. (44.805527, -122.799861).  За даними Бюро перепису населення США в 2010 році місто мало площу 7,39 км², з яких 7,34 км² — суходіл та 0,04 км² — водойми.

### Клімат
| Клімат : Стейтон        | Клімат : Стейтон | Клімат : Стейтон | Клімат : Стейтон | Клімат : Стейтон | Клімат : Стейтон | Клімат : Стейтон | Клімат : Стейтон | Клімат : Стейтон | Клімат : Стейтон | Клімат : Стейтон | Клімат : Стейтон | Клімат : Стейтон | Клімат : Стейтон |
| Показник                | Січ.             | Лют.             | Бер.             | Квіт.            | Трав.            | Черв.            | Лип.             | Серп.            | Вер.             | Жовт.            | Лист.            | Груд.            | Рік              |
| Абсолютний максимум, °C | 20,6             | 22,2             | 25,0             | 30,0             | 36,7             | 38,9             | 40,6             | 41,1             | 38,9             | 32,8             | 24,4             | 18,9             | 41,1             |
| Середній максимум, °C   | 8,3              | 10,8             | 13,1             | 15,8             | 19,5             | 22,8             | 27,1             | 27,1             | 24,3             | 18,1             | 11,6             | 8,3              | 17,2             |
| Середній мінімум, °C    | 0,8              | 1,7              | 2,8              | 4,4              | 6,8              | 9,6              | 11,0             | 10,8             | 8,9              | 6,1              | 3,3              | 1,2              | 5,6              |
| Абсолютний мінімум, °C  | −16,7            | −13,9            | −7,8             | −3,9             | −0,6             | 0,6              | 1,1              | 1,1              | −1,1             | −5               | −12,8            | −21,7            | −21,7            |
| ----------------------- | ---------------- | ---------------- | ---------------- | ---------------- | ---------------- | ---------------- | ---------------- | ---------------- | ---------------- | ---------------- | ---------------- | ---------------- | ---------------- |
| Джерело: Weatherbase    |                  |                  |                  |                  |                  |                  |                  |                  |                  |                  |                  |                  |                  |

## Демографія
Згідно з переписом 2010 року, у місті мешкали 7644 особи в 2882 домогосподарствах у складі 2031 родини. Густота населення становила 1035 осіб/км².  Було 3049 помешкань (413/км²).
Расовий склад населення:
| - 87,7 % — білих - 1,4 % — корінних американців - 0,7 % — азіатів - 0,5 % — чорних або афроамериканців - 0,2 % — вихідців з тихоокеанських островів - 5,9 % — осіб інших рас |

До двох чи більше рас належало 3,6 %. Частка іспаномовних становила 14,3 % від усіх жителів.
За віковим діапазоном населення розподілялося таким чином: 27,8 % — особи молодші 18 років, 59,3 % — особи у віці 18—64 років, 12,9 % — особи у віці 65 років та старші. Медіана віку мешканця становила 35,0 року. На 100 осіб жіночої статі у місті припадало 93,4 чоловіків;  на 100 жінок у віці від 18 років та старших — 90,0 чоловіків також старших 18 років.
Середній дохід на одне домашнє господарство  становив 50 850 доларів США (медіана — 43 636), а середній дохід на одну сім'ю — 57 627 доларів (медіана — 57 634). Медіана доходів становила 40 435 доларів для чоловіків та 28 389 доларів для жінок. За межею бідності перебувало 21,0 % осіб, у тому числі 25,0 % дітей у віці до 18 років та 20,4 % осіб у віці 65 років та старших.
Цивільне працевлаштоване населення становило 3431 осіб. Основні галузі зайнятості: роздрібна торгівля — 15,3 %, виробництво — 14,7 %, освіта, охорона здоров'я та соціальна допомога — 13,0 %.